# Легисамон, Хосе
Хосе́ Рамо́н Легисамо́н Орте́га (исп. José Ramón Leguizamón Ortega; 23 августа 1991 года, Арегуа) — парагвайский футболист, играющий на позиции полузащитника. Ныне выступает за «Соль де Америку».

## Биография
Хосе Легисамон начинал свою карьеру футболиста в парагвайском клубе «Спортиво Лукеньо». 25 апреля 2013 года он дебютировал в парагвайской Примере, выйдя в основном составе в гостевой игре с «Серро Портеньо». 27 октября того же года Легисамон забил свой первый гол в рамках Примеры, открыв счёт в домашнем поединке с командой «Депортиво Капиата».
С начала 2016 года Легисамон выступал за асунсьонскую «Олимпию». В январе 2017 года он перешёл в аргентинский «Росарио Сентраль».